# Польное Ялтуново
Польное Ялтуново — село в Шацком районе Рязанской области, административный центр Польно-Ялтуновского сельского поселения.

## Географическое положение
Село Польное Ялтуново расположено на Окско-Донской равнине на левом берегу реки Цны в устье небольшого ручья в 10 км к юго-востоку от города Шацка. Расстояние от села до районного центра Шацк по автодороге — 12 км.
Село находится в пересеченной местности, по которой протекает небольшая речка (приток Цны), есть несколько родников. К западу от села расположен небольшой лесной массив, местность здесь рассечена оврагами; к югу находится устье реки Шачи и множество пойменных озер, самые известные из которых — Старица, Татьянино, Круглое, Мочальное, Глинское и др.; к востоку — река Цна, на правом берегу которой пойменные озера Дунин Омут, Лопатино, Самородное и большой лесной массив. Ближайшие населённые пункты — села Токарево, Лесное Ялтуново и Борки.

## Население
| 1989 | 2010 | 2012 |
| ---- | ---- | ---- |
| 1298 | ↘669 | ↗750 |

## Происхождение названия
По мнению рязанского краеведа Н. Н. Левошина, название населенного пункта произошло от мужского половецкого имени Алтун, которое в рязанских «якающих» говорах со временем превратилось в Ялтун. Алтун — по-русски означает «золотой». Как известно половцы не только разоряли русские земли, но и нередко переходили на ратную службу к рязанским и другим князьям. Возможно, один из таких людей с именем Алтун и был основателем села Ялтуново (Лесного) на земле, пожалованной ему за службу. Потомки же его по соседству основали другое поселение, за которым по их родовой фамилии также закрепилось название Ялтуново (Польного).
При записях селений в писцовые книги им были даны дополнительные названия. Лесным Ялтуновым село стало потому, что находилось на правой лесной стороне реки Цны, а Польным Ялтуновым называлось селение, расположенное на левой, степной, стороне реки. В старину полем называлась не пашня, а степь, безлесная местность, большая поляна.
По местному преданию, основание села приписывается князю Нарышкину, который, якобы, получил окрестные земли за службу от императрицы Екатерины II. Князь решил воссоздать здесь уголок, напоминающий усадьбу находящуюся на черноморском побережье в Ялте. Отсюда и название Ялтуново. По другому же очень схожему преданию один из местных помещиков, вернувшийся из путешествия, решил окрестить живописную местность в память о понравившихся южных краях Ялтой Новой. По всей видимости эти легенды появились из-за созвучности местного названия с названием знаменитого курорта на морском побережье.
По третьему преданию, ранее здесь простирались великолепные девственные леса. Рассказывают, что первыми поселенцами были беглые крестьяне Булеков, Блохин и Чамкин. Трудолюбивые руки высаживали сады, ставили избы. Отступили леса, открылся простор для хлебопашцев. Но недолго беглые крестьяне оставались вольными. Появились кулаки-богатеи и помещики. Были среди них известные дворянские фамилии. Иные бывали в имении наездами, другие жили в усадьбах постоянно, тешились охотой.
Один из помещиков завел псарню и заставлял крепостных женщин кормить грудью щенков. Другой — барин Шувалов — решил соединить каналом подковообразную Цну, сделать её судоходной. Немало пота и крови было положено здесь крепостными, но до конца дело довести так и не удалось: в недорытом канале утопился обанкротившийся барин.

## История
Люди селились в окрестностях села Польного Ялтунова издревле, что подтверждается обилием археологических памятников в его окрестностях. На левом склоне оврага Алферово исследователями выявлена стоянка Ялтуново первобытных людей эпохи верхнего палеолита (35—13 тыс. лет назад) — одна из наиболее ранних на территории Рязанской области. В центральной части села на левом берегу реки Цны обнаружены остатки поселения Ялтуново I эпохи бронзового века (2 тыс. до н. э.) и древнерусского селища Ялтуново II эпохи XVI—XVII вв., недалеко от села — могильник эпохи раннего железного века (1 тыс. до н. э.).

Впервые село Польное Ялтуново упоминается в окладных книгах за 1676 г., когда оно располагалось уже по обоим берегам реки Цны, числилось в разряде дворцовых и имело две церкви:
«Церковь Успение Пресвятые Богородицы да в пределе святаго Николая чудотворца, другая церковь святыя мученицы Екатерины в селе Ялтунове за рекою. У тех церквей двор попа Бориса, двор пономаря Ивашки Емельянова, дворовое место поповское пустое, дворовое место просфирническое пустое ж. У тех церквей церковные земли по 20 чети в поли, а дву потому-ж, сенных покосов на 40 копен. Земля и луги великого государя жалованья; а иных де угодей сказали никаких нет. Да в приходе к тем церквам 75 дворов крестьянских дворцовых, 9 дворов вдовьих, 18 дворов бобыльских. И всего 104 двора».
По данным переписных книг за 1710 г. в селе Ялтуново (Польная Сторона) имелась деревянная церковь Богоявления Господня и насчитывалось 40 крестьянских двора (из них 9 дворов пустых), в коих проживало 192 душ мужского и 180 женского пола. Интересно, что к этому времени село Ялтуново было уже владельческим — оно принадлежало дворянам Александру и Ивану Львовичам Нарышкиным.
По итогам 3-й ревизии в 1764 г. село Польное Ялтуново числилось в вотчине действительного тайного советника и обер-шенка Александра Александровича Нарышкина (1726+1795 гг.), и в нём насчитывалось 53 двора, в которых проживало 222 душ мужского и 223 женского пола.
Наконец, по итогам 10-й ревизии 1858 г. в селе Польное Ялтуново насчитывалось 119 дворов, в которых проживало 1058 душ крепостных крестьян обоего пола.
Изменения в жизни села Польное Ялтуново начались после отмены крепостного права в 1861 г. Местные крестьяне, страдавшие от малоземелья, стали заниматься промыслами, что способствовало развитию сельской экономики. Польное Ялтуново было известно по всему Шацкому уезду как центр плотницкого дела, выделки овчин, садоводства и питомниководства. Саженцы плодовых и неплодовых деревьев из Польного Ялтуново продавались и далеко за пределы Тамбовской губернии.
В 1870 г. на средства прихожан в селе Польное Ялтуново была построена деревянная холодная Троицкая церковь с двумя престолами: главным — в честь Святой Живоначальной Троицы, и придельным — в честь Архистратига Михаила. В селе были открыты несколько лавок, церковно-приходская школа.
К 1911 г., по данным А. Е. Андриевского, в состав прихода Троицкой церкви села Польное Ялтуново, помимо самого села, входило и близлежащее село Лесное Ялтуново. Всего в обоих селах к этому времени насчитывалось 512 крестьянских дворов, в которых проживало 1897 душ мужского и 2121 женского пола. Помимо православных в селах проживали также жидовствующие — 2 двора, 6 душ мужского и 4 женского пола; и молокане — 20 дворов, 63 души мужского и 75 женского пола. В 1910 г. была открыта община иудеев численностью в 89 человек.
По штату причт Троицкой церкви состоял из священника, диакона и псаломщика. У причта имелось усадебной земли 7 дес. в одном месте, пахотной писцовой земли в двух участках, в первом — 33 дес., 2140 кв. саженей и во втором — 20 десятин, 112 кв. саженей среднего качества в 1 версте от церкви. Земля давала годового дохода 300 руб., братский годовой доход достигал 1000—1100 руб. Дома у причта были собственные.
Помимо Троицкой церкви в селе Польное Ялтуново действовали церковно-приходское попечительство и общество трезвости, имелись небольшая церковная библиотека в 70 томов, фельдшерский пункт, церковно-приходская и земская школы.
После Октябрьской революции 1917 г. происходят коренные изменения в жизни села. В Польном Ялтунове открывается неполная средняя школа, в 1931 г. был организован колхоз имени И. В. Сталина. В предвоенные годы ялтуновский колхоз имени Сталина являлся одним из самых передовых в Рязанской области, его доходность исчислялась миллионами рублей.
В то же время в 1936 г. была закрыта Троицкая церковь в селе Польное Ялтуново. Её здание использовалось под зернохранилище. Со временем оно начало ветшать. Никаких мер по его ремонту не предпринималось. Когда крыша бывшей церкви пришла в полную негодность, здание забросили. В 1975 г. обрушился церковный купол.
Стоит отметить, что в 1960—1980-х гг. село Польное Ялтуново являлось своеобразным центром религиозной и духовной жизни Шацкого района, причиной чему являлось проживание здесь благочестивых стариц, сестер Анисьи (1890÷1982 гг.), Матроны (1902÷1995 гг.) и Агафьи (1910÷1996 гг.) Петриных. Сестры Петрины ещё в детстве начали петь в хоре при местной церкви, позднее воспитывались у местных старцев — инока Вонифатия и Григория Коныгина. В 1930—1940-е гг. сестры вместе с другими верующими были отправлены в ссылку «за религиозную пропаганду». Матрона и Агафья отбывали заключение в Казахстане, Анисья — в Казахстане, Сибири и на Дальнем Востоке. После их возвращения из ссылки в их доме регулярно собирались верующие жители Польного Ялтунова и окрестных сел. В результате вокруг сестер Петриных сложилось подобие женского монастыря, насчитывавшего до 80 женщин. Последователи Петриных вели аскетический образ жизни, многие сохраняли безбрачие и стремились жить в послушании у своих наставниц. Интересно, что сами сестры отказывались принимать постриг, несмотря на то, что такая возможность у них была, а монашество в миру в советское время было распространенным явлением. Также несомненны связи Петриных с катакомбной церковью: старицы до конца жизни отказывались от советских паспортов, не работали в колхозе, не имели государственной пенсии, не пользовались распространенными техническими достижениями — электричеством, радио.
В 1990 г. жители сел Польное Ялтуново, Лесное Ялтуново и Токарево решили построить в селе Польное Ялтуново новую церковь. За основу было взято уцелевшее деревянное строение бывшей колокольни, а основное здание церкви было разобрано. Жители данных сел приняли активное участие в строительстве. Помогали все: кто материалами для строительства, кто материальными средствами, кто непосредственно участвовал в возведении храма. Каждый старался внести свою лепту по мере сил и возможностей. Новая Троицкая церковь была освящена 7 апреля 1991 г.

## Социальная инфраструктура
В селе Польное Ялтуново Шацкого района Рязанской области имеются отделение почтовой связи, фельдшерско-акушерский пункт (ФАП), Польно-Ялтуновская средняя общеобразовательная школа (закрыта с 2020г.), детский сад, Дом культуры и библиотека.

## Транспорт
Основные грузо- и пассажироперевозки осуществляются автомобильным транспортом. Село Польное Ялтуново имеет выезд на проходящую поблизости автомобильную дорогу федерального значения М-5 «Урал»: Москва — Рязань — Пенза — Самара — Уфа — Челябинск.

## Достопримечательности
- Храм Святой Живоначальной Троицы — Троицкая церковь. Построен в 1870 г., перестроен из новых материалов на средства прихожан в 1991 г.[11]
- Часовня Святой Живоначальной Троицы. Построена на месте алтаря старой Троицкой церкви в 2001 г.[12]
- Часовня и святой источник во имя Трех Святителей. Обустроены в 2011 г.

## Известные уроженцы
- Николай Алексеевич Вотяков — звеньевой механизированного звена по выращиванию зерновых культур совхоза «50 лет Октября» Шацкого района, Герой Социалистического Труда.